# Far from the sun
Far from the sun is het derde muziekalbum van de Zweedse muziekgroep Siena Root. Het album is opgenomen van 15 tot 31 december 2007 in thuisbasis Stockholm. De muziek bestaat wederom uit retro-rock met een vleugje psychedelische rock met een grote rol voor het (hammond)orgel. De laatste track is pure symfonische rock; in het nummer komen mellotron, dwarsfluit, contrabas en tamtam voor.

## Musici
- Sartez Faraj – zang en gitaar
- Christer “Lappen” Karlsson – mondharmonica op Wishing
- Love H Forsberg – slagwerk en percussie waaronder tamtam
- Per Ångkvist – taperecorder
- Erik Lundin – dwarsfluit op 7, 8 en 9
- Sam Riffer – basgitaar, percussie, zang en contrabas
- KG West – gitaar, orgel, sitar, Rhodes en mellotron.

## Tracklist
| Nr. | Titel               | Duur  |
| --- | ------------------- | ----- |
| 1.  | Dreams of tomorrow  | 3:08  |
| 2.  | Waiting for the sun | 5:57  |
| 3.  | Time will tell      | 5:50  |
| 4.  | Almost there        | 7:35  |
| 5.  | Two steps backwards | 3:27  |
| 6.  | Wishing for more    | 3:42  |
| 7.  | The summer is old   | 7:56  |
| 8.  | The break of dawn   | 4:35  |
| 9.  | Long way from home  | 10:00 |